# Кочфорд
Кочфорд (англ. Coachford; ирл. Átha an Chóiste) — деревня в Ирландии, находится в графстве Корк (провинция Манстер).
Местная железнодорожная станция была открыта 19 марта 1888 года и закрыта 31 декабря 1934 года.

## Демография
Население — 439 человек (по переписи 2006 года). В 2002 году население составляло 412 человек.
Данные переписи 2006 года:
| Общие демографические показатели |               |                               |                               |      |      |
| Всё население                    | Всё население | Изменения населения 2002—2006 | Изменения населения 2002—2006 | 2006 | 2006 |
| 2002                             | 2006          | чел.                          | %                             | муж. | жен. |
| 412                              | 439           | 27                            | 6,6                           | 224  | 215  |